# Gehörslära
Gehörslära är pedagogiska metoder som avser att utveckla det musikaliska gehöret.  Ofta sker denna undervisning i kombination med undervisning i musiklära, som innefattar studiet av musikens grundbegrepp, terminologi och arbetsmaterial. Ibland samlas dessa både ämnen under rubriken musikteori, läran om det musikaliska hantverket. Gehörsspel, som är framförande av musik utan användande av noter och där inlärningen skett genom att lyssna och härma, och improvisation ingår som viktiga delar av gehörsläran.
Gehörslära ingår i gymnasiekurserna Gehörs- och musiklära (GeMu) A och B. Dessa kurser kan läsas på det Estetiska programmets musikinriktning.